# Sonderprüfung (Aktienrecht)
Sonderprüfung ist eine vom deutschen Aktiengesetz (AktG) vorgesehene außerordentliche Prüfung. Dazu zählen
- die allgemeine Sonderprüfung nach §§ 142 bis 146 AktG,
- die bilanzrechtliche Sonderprüfung nach §§ 258 bis 261a AktG,
- die konzernrechtliche Sonderprüfung nach § 315 AktG.

Die Prüfungen dienen der außerordentlichen Aufklärung bestimmter Sachverhalte, insbesondere des Verhaltens von Gründern und Geschäftsleitern (Vorstand, Aufsichtsrat). Allein die Aktionäre können eine Sonderprüfung initiieren. Dritten kommt ein entsprechendes Recht nicht zu. Die bestellten Sonderprüfer haben vom Gesetz umschriebene Informationsrechte. Sie sind verpflichtet, über die Ergebnisse ihrer Prüfung schriftlich zu berichten.

## Allgemeine Sonderprüfung (§§ 142–146 AktG)
Die Hauptversammlung kann mit einfacher Stimmenmehrheit die Bestellung von Sonderprüfern beschließen. Der Sonderprüfer darf nur zur Prüfung von
- Vorgängen bei der Gründung,
- Vorgängen bei der Geschäftsführung (Vorstand, Aufsichtsrat)

bestellt werden. Andere Vorgänge darf der Prüfer nicht untersuchen.
Lehnt die Hauptversammlung einen Antrag auf Bestellung von Sonderprüfern ab, so hat das zuständige Gericht auf Antrag von Minderheitsaktionären (Aktionäre, deren Anteile bei Antragstellung zusammen den 100. Teil des Grundkapitals oder einen anteiligen Betrag von 100 000 Euro erreichen) Sonderprüfer zu bestellen, wenn Tatsachen vorliegen, die den Verdacht rechtfertigen, dass bei dem Vorgang Unredlichkeiten oder grobe Verletzungen des Gesetzes oder der Satzung vorgekommen sind. Der Sonderprüfer darf nur zur Prüfung von
- Vorgängen bei der Gründung,
- Vorgängen bei der Geschäftsführung (Vorstand, Aufsichtsrat), die nicht über 5 Jahre (bei börsennotierten Gesellschaften 10 Jahre) zurückliegen,

bestellt werden.

## Bilanzrechtliche Sonderprüfung (§§ 258–261a AktG)
Bei der bilanzrechtlichen Sonderprüfung handelt es sich um eine Sonderprüfung, deren Gegenstand einzelne Fragen des Jahresabschlusses sind. Die Regelungen der §§ 142–146 AktG finden entsprechende Anwendung, soweit die §§ 258–261a AktG nichts anderes bestimmen.
Bilanzrechtliche Sonderprüfer sind auf Antrag von Minderheitsaktionären (Aktionäre, deren Anteile bei Antragstellung zusammen den 100. Teil des Grundkapitals oder einen anteiligen Betrag von 100 000 Euro erreichen) durch das zuständige Gericht zu bestellen, wenn Anlass für die Annahme besteht, dass
- in einem festgestellten Jahresabschluss bestimmte Posten nicht unwesentlich unterbewertet sind (§ 256 Abs. 5 Satz 3 AktG) oder
- der Anhang die vorgeschriebenen Angaben nicht oder nicht vollständig enthält und der Vorstand in der Hauptversammlung die fehlenden Angaben, obwohl nach ihnen gefragt worden ist, nicht gemacht hat und die Aufnahme der Frage in die Niederschrift verlangt worden ist.

Der Antrag bei Gericht muss innerhalb eines Monats nach der Hauptversammlung über den Jahresabschluss gestellt werden.

## Konzernrechtliche Sonderprüfung (§ 315 AktG)
Bei der konzernrechtlichen Sonderprüfung handelt es sich um eine Sonderprüfung, deren Gegenstand einzelne Fragen des Konzernrechts sind. Die Regelungen der §§ 142–146 AktG finden entsprechende Anwendung, soweit § 315  AktG nichts anderes bestimmt.
Konzernrechtliche Sonderprüfer sind auf Antrag eines Aktionärs durch das zuständige Gericht zu bestellen, wenn
- der Abschlussprüfer den Bestätigungsvermerk zum Bericht über die Beziehungen zu verbundenen Unternehmen eingeschränkt oder versagt hat,
- der Aufsichtsrat erklärt hat, dass Einwendungen gegen die Erklärung des Vorstands am Schluss des Berichts über die Beziehungen zu verbundenen Unternehmen zu erheben sind,
- der Vorstand selbst erklärt hat, dass die Gesellschaft durch bestimmte Rechtsgeschäfte oder Maßnahmen benachteiligt worden ist, ohne dass die Nachteile ausgeglichen worden sind.

Gegenstand der Prüfung können dabei nur geschäftlichen Beziehungen der Gesellschaft zu dem herrschenden Unternehmen (vgl. § 17 AktG) oder einem mit ihm verbundenen Unternehmen (vgl. § 15 AktG) sein.
Konzernrechtlich Sonderprüfer sind auf Antrag von Minderheitsaktionären (Aktionäre, deren Anteile bei Antragstellung zusammen den 100. Teil des Grundkapitals oder einen anteiligen Betrag von 100 000 Euro erreichen) auch dann durch das zuständige Gericht zu bestellen, wenn Tatsachen vorliegen, die den Verdacht einer pflichtwidrigen Nachteilszufügung rechtfertigen.

## Sonderprüfung in der GmbH
Auch in der GmbH ist eine Sonderprüfung möglich. Rechtsgrundlage ist § 46 Nr. 6 GmbHG. Die Entscheidung trifft die Gesellschafterversammlung mit einfacher Mehrheit.